# Juan Miguel Castro Rojas
Juan Miguel Castro Rojas (ur. 20 sierpnia 1966 w Concepción de Naranjo) – kostarykański duchowny katolicki, biskup San Isidro de El General od 2022.

## Życiorys
Święcenia kapłańskie otrzymał 1 grudnia 1990 i został inkardynowany do diecezji Alajuela. Pracował jako wikariusz w Pital i jako proboszcz w La Fortuna. W 1995 uzyskał inkardynację do nowo utworzonej diecezji Ciudad Quesada i niedługo potem otrzymał nominację na proboszcza parafii katedralnej. W 2015 został przeniesiony na probostwo w Aguas Zarcas. Pełnił ponadto funkcje wikariusza generalnego diecezji (2003–2013) oraz duszpasterza duchowieństwa (2014–2021).
13 listopada 2021 papież Franciszek mianował go ordynariuszem diecezji San Isidro de El General. Sakry udzielił mu 25 stycznia 2022 biskup José Manuel Garita Herrera.